# Cylindromyia maroccana
Cylindromyia maroccana är en tvåvingeart som beskrevs av Tschorsnig 1997. Cylindromyia maroccana ingår i släktet Cylindromyia och familjen parasitflugor. Inga underarter finns listade i Catalogue of Life.